# Rhacholaemus nelsoni
Rhacholaemus nelsoni là một loài ruồi trong họ Asilidae. Rhacholaemus nelsoni được Londt miêu tả năm 1999. Loài này phân bố ở vùng nhiệt đới châu Phi.